# Adelardo López de Ayala
López de Ayala, também citado como Adelardo López de Ayala y Herrero, (Guadalcanal, 1 de maio de 1828 – Madrid, 30 de dezembro de 1879) foi um dramaturgo, autor de peças teatrais e poeta, e político espanhol.

## Vida
Ele nasceu em Guadalcanal, Sevilha, em 1º de maio de 1828, e muito jovem começou a escrever para o teatro de sua cidade natal. Os títulos dessas atuações juvenis, interpretadas por amadores, eram Salga por donde saliere, Me voy a Sevilla e La Corona y el Fugal. Como as companhias de viagens nunca visitaram Guadalcanal e como as mulheres não participaram das representações, essas três peças foram escritas apenas para homens. Ayala convenceu sua irmã a aparecer como a heroína de sua comédia, La Primera Dama, e a inovação, se escandalizou alguns de seus concidadãos, permitiu-lhe desenvolver seu talento com mais liberdade.
Em seu vigésimo ano ele se matriculou na Universidade de Sevilha, mas sua carreira como estudante foi indistinta. Em Sevilha, ele conheceu García Gutiérrez, que teria encorajado suas ambições dramáticas e lhe dado o benefício de sua própria experiência como dramaturgo. No início de 185, Ayala retirou seu nome dos livros da universidade e se estabeleceu em Madrid com o objetivo de se tornar dramaturgo profissional. Embora ele não tivesse amigos e nenhuma influência, ele rapidamente encontrou uma vaga. Uma peça de quatro atos em verso, Un Hombre de Estado, foi aceita pelos dirigentes do Teatro Español, foi dado em 25 de janeiro de 1851 e provou ser um sucesso notável.
Daí em diante, a posição e a popularidade de Ayala estavam garantidas. Em um ano, ele se tornou mais conhecido por seu Castigo y Perdón, e por um esforço mais humorístico, Los Dos Guzmanes; e pouco depois foi nomeado pelo governo Moderado (moderado) para um cargo na sede, que perdeu em 1854 na sucessão ao poder do Partido Liberal.
Em 1854 produziu Rioja, talvez a mais admirada e admirável de todas as suas obras, e de 1854 a 1856 participou ativamente da campanha política levada a cabo na revista El Padre Cobos. Uma zarzuela intitulada Guerra a Muerte, para a qual Emilio Arrieta compôs a música, pertence a 1855, e à mesma colaboração deve-se El Agente de Matrimonios.
Mais ou menos nessa data, Ayala passou dos moderados aos progressistas, e essa manobra política teve efeito sobre o destino de suas peças. As apresentações de Los Comuneros contaram com a presença de membros de diferentes partidos; as elocuções dos diferentes personagens foram tomadas como representativas das opiniões pessoais do autor, e todo discurso que pudesse ser relacionado à política atual era aplaudido por uma metade da casa e ridicularizado pela outra metade.
Uma zarzuela chamada El Conde de Castralla foi apresentada em meio a muito alvoroço em 20 de fevereiro de 1856 e, como a peça parecia suscetível de causar sérias desordens no teatro, foi suprimida pelo governo após a terceira apresentação. A ruptura de Ayala com os moderados estava agora completa e em 1857, por interesse do general Leopoldo O'Donnell, foi eleito deputado liberal por Badajoz. 
Suas mudanças políticas são difíceis de acompanhar ou explicar e foram impiedosamente censuradas. Tanto quanto pode ser julgado, Ayala não tinha opiniões políticas fortes e derivou com a corrente do momento.
Participou da revolução de 1868, escreveu o Manifesto de Cádiz, tomou posse como ministro colonial, favoreceu a candidatura de Antoine, duque de Montpensier, renunciou em 1871, voltou aos seus princípios conservadores iniciais e foi membro do primeiro gabinete de Afonso XII. Enquanto isso, embora divididos em opiniões quanto à sua conduta política, seus conterrâneos foram praticamente unânimes em admirar sua obra dramática; e sua reputação, se pouco ganhou com El Nuevo Don Juan, foi grandemente ampliada por El Tanto por Ciento e El Tejado de Vidrio. Sua última jogada, Consuelo, foi dado em 30 de março de 1878. Ayala foi nomeado para o cargo de presidente do congresso pouco antes de sua morte, que ocorreu inesperadamente em 30 de janeiro de 1879.